# Serge Lefranc
Pour les articles homonymes, voir Lefranc.
Serge Lefranc, né le 22 mars 1903 à Boissy-la-Rivière et mort le 29 mai 2000 à Étampes, est un homme politique, syndicaliste et Résistant communiste français. Il est sénateur de Seine-et-Oise de 1946 à 1948 ainsi que maire de Saclas de 1945 à 1988.

## Biographie

### Jeunesse
Serge Lefranc nait à Boissy-la-Rivière, en Seine-et-Oise (actuelle Essonne), le 22 mars 1903. Sa famille vient d'une classe sociale très pauvre, son père, Auguste Lefranc, est un ouvrier carrier né à Épernay en Champagne-Ardenne et sa mère une ouvrière textile née à Paris et d'origine corse (son grand-père, Antoine Quilichini, est né dans un petit village près de Sartène). Ses deux parents meurent tous deux à l'hôpital d'Étampes et il se retrouve donc orphelin à l'âge de sept ans. Il est alors élevé par sa sœur, âgée de dix-huit ans, qui doit se marier avec un ouvrier maçon pour leur permettre de subvenir à leurs besoins.
Serge Lefranc passe ainsi sa jeunesse dans un logement insalubre sans électricité ni eau potable où il vit avec sa sœur et son beau-frère alcoolique. En 1913, encore à l'école primaire, il trouve un travail auprès d'un des nombreux moulins du village de Saclas, le Moulin des Graviers. Premier de sa classe, il abandonne les études par manque d'argent en avril 1915, à l'âge de 12 ans, après avoir passé son certificat d'études primaires, l'unique diplôme qu'il reçut.
En 1914, la Première Guerre mondiale éclate et le beau-frère de Lefranc est mobilisé et part sur le front. Sa sœur commence à travailler dans une usine de fabrication d'obus tandis que lui se voit obligé de quitter son travail au moulin sur prescription du médecin. Il part alors travailler à d'Angerville jusqu'en 1916 dans une exploitation agricole puis auprès de Georges Garnery, un petit commerçant et ancien syndicaliste, qui lui fait rencontrer le syndicaliste Victor Griffuelhes, ancien secrétaire général de la CGT. C'est ce dernier qui conseille en 1917 à Serge Lefranc d'adhérer aux Jeunesses socialistes de Seine-et-Oise où il reste jusqu'à l'automne 1920. Il milite dès lors pour la section socialiste d'Étampes en distribuant des tracts dans tout le sud du département de Seine-et-Oise tout en continuant son activité professionnelle de vendeur dans le magasin Garnery pour le compte duquel il effectue des livraisons de marchandises Paris-Saclas à cheval.
Du 25 au 30 décembre 1920 a lieu le congrès de Tours et Serge Lefranc, âgé de 17 ans, y participe. Il fait ainsi partie des 3252 militants qui décidèrent de la scission avec les socialistes et de la création du Parti communiste français (alors Section française de l'Internationale communiste). De retour à Saclas, il fonde avec plusieurs autres communistes un journal hebdomadaire nommé L'Aube sociale qui est vendu dans le secteur d'Étampes. Ils créent également un club de football (existant jusqu'en 1939), une société de pêche et une société de chasse dont Lefranc est nommé président. En 1922, Garnery achète des emplacements dans plusieurs marchés de la région et Serge Lefranc part travailler à Athis-Mons, à Paris et à Juvisy.
En 1923, Serge Lefranc effectue son service militaire de 18 mois à Belfort dans le 188e régiment d'artillerie lourde. Il obtient ainsi le grade de brigadier puis de sous-officier. En 1929, revenu de son service militaire et de quelques années en plus dans l'armée, il décide de travailler à son compte et, grâce à l'appui de son ancien patron, il devient ouvrier.

### Début en politique et Front populaire
Le 5 mai 1929, Serge Lefranc se présente aux élections municipales de Saclas et il est élu conseiller municipal et maire-adjoint, le seul de la liste communiste face à une importante majorité de droite, charge qu'il gardera pendant 63 ans, jusqu'en 1992. Il reste ainsi pendant 10 ans et jusqu'à la Libération de la France l'unique représentant de sa tendance au sein du conseil de la commune de Saclas.
Toujours en 1929, il rencontre Maurice Thorez, secrétaire général du PCF, qui le charge de coordonner le comité central du parti dans la région parisienne et c'est ainsi lui qui se charge d'accueillir les hommes politiques Lucien Midol et François Billoux lors d'une réunion communiste clandestine se tenant dans le grenier d'un appartement de Saclas (le parti communiste ayant été interdit par le gouvernement de l'époque).
Bien que communiste, Lefranc entretient de bons rapports avec un conseiller municipal catholique de Saclas, le père Leproux, qui lui présentera le président de la République de l'époque, Albert Lebrun.
À la suite de l'union entre socialistes et communistes français, il organise avec d'autres membres de la gauche de Seine-et-Oise des meetings dans de nombreuses communes comme à Milly-la-Forêt, Étampes, La Ferté-Alais, Étréchy, Janville-sur-Juine, Chamarande, Angerville, Méréville, Saclas et également à Pussay où il rencontre Marc Sangnier, un des promoteurs du catholicisme démocratique et progressiste.
En 1936, après la victoire du  Front populaire aux législatives, Serge Lefranc se met en contact avec le député communiste Charles Michels (plus tard fusillé par les nazis en 1944). Avec son aide et sur demande d'Alexandre Leymarie, il fonde le premier syndicat d'ouvriers de Pussay. La première délégation syndicale fut composée de quatre hommes et trois femmes mais le 20 mai 1936, le patron de l'usine refuse toute discussion. Face à cela, plus de 1000 ouvriers, soutenus par Lefranc, décrètent une grève le 28 mai et occupent l'usine. Après deux mois, en septembre 1936, les grévistes exaspérés séquestrent le patron et Serge Lefranc est choisi pour son influence par le sous-préfet de Rambouillet pour tenter de trouver une solution au conflit. Le patron signe finalement un compromis avec les ouvriers le 7 septembre en mettant fin à 72 jours de grève.
Il devient alors, selon certaines sources, l'un des créateurs de l'Office du blé qui deviendra ensuite célèbre.[réf. nécessaire]
Après la chute du Front populaire, Serge Lefranc continue son action politique. En 1939, il organise plusieurs missions humanitaires dans le village de Neuvy-en-Beauce où, entre le 29 janvier et le 8 février 1939, des réfugiés espagnols fuyant l'effondrement de la Seconde République espagnole devant les troupes de Franco, s'étaient établis. Il prend lui-même en charge et accueille à Saclas, avec l'aide de sa sœur, deux jeunes Espagnols de 15 ans dont un avait perdu une jambe lors de la bataille de Teruel. Lefranc prend également parti contre le socialiste Léon Blum, qui, bien que Président du Conseil, n'obtient pas la majorité absolue, au parlement, avec les 72 députés PCF et 147 de la SFIO, sur 608, pour décider de prendre parti et d'envoyer des armes et des vivres aux républicains espagnols,.
Le 12 mai 1937, en s'appuyant sur la victoire de la droite, le patron des usines de Pussay décide de licencier tous ses ouvriers. Ceux-ci se réunissent alors et manifestent pendant plusieurs jours jusqu'à ce que le fasciste Jacques Doriot tente d'assassiner un syndicaliste. Lefranc appelle alors le député Charles Michels avec qui il avait gardé le contact et ceux-ci réussissent à raisonner le patron de l'usine.

### Seconde Guerre mondiale

#### Engagement dans l'aviation
En septembre 1938, Serge Lefranc ainsi qu'une grande majorité des communistes français s'opposent fermement à la signature des accords de Munich entre Adolf Hitler, Édouard Daladier, Neville Chamberlain et Benito Mussolini. Ayant appris à piloter en 1937, il s'engage dans l'armée de l'air. Alors qu'il s'apprête à partir rejoindre l'aviation française, il est attaqué dans les rues d'Étampes par un anticommuniste mais s'en sort indemne.
Le 3 septembre 1939, la France entre en guerre contre l'Allemagne. Serge Lefranc est mobilisé le 5 septembre pour servir dans la base aérienne d'Avord où il obtient son brevet de pilote militaire. Il est affecté dans une escadrille nommée Estafette et il part pour Saint-Cyr-l'École où cette dernière est basée. Le 26 septembre, le parti communiste est dissous et 35 députés sont arrêtés.

#### Résistance
Lors de son retour à Saclas, il apprend qu’Édouard Daladier (qui avait représenté la France à Munich) l'a déchu de ses fonctions de conseiller municipal. Il décide alors d'organiser un groupe de Résistance dans la région d’Étampes mais il apprend que la Gestapo le recherche, il prend alors la fuite et connaît la vie des francs-tireurs : il est blessé par les Allemands lors d'une embuscade à Vernouillet, dans les Yvelines. En 1944, il est nommé président du Comité départemental de libération de Seine-et-Oise, puis d'Ile-de-France.
Le 14 août 1944, se tient la 1re réunion du Comité de libération de la police : Yves Bayet (Honneur de la Police), Roger Priou, Edgard Pisani et Joseph Lamboley (pour Police et Patrie), Serge Lefranc et Léon Pierre pour le FN de la police, en présence de Lucien Saintier et 'Jacques' (gardes du corps) et d'Henri Rol-Tanguy, chef régional FFI.

### Carrière politique
Une fois la France libérée, Serge Lefranc reçoit la Rosette de la Résistance et la Croix de guerre avec palme. Il est chargé de la réorganisation et de la reconstruction de son département par le Général de Gaulle, projet qu'il entreprend dès son élection à la mairie de Saclas et puis au conseil général pour le canton de Méréville en 1945.
Le 8 décembre 1946, il est élu sénateur de Seine-et-Oise au Conseil de la République. Son mandat s'achève après deux courtes années le 7 novembre 1948 et il n'est pas réélu.
Il est nommé questeur du Conseil de la République les 27 décembre 1946, 14 janvier 1947 et 14 janvier 1948,,.
Serge Lefranc meurt le 29 mai 2000 à Étampes à l'âge de 97 ans, il est inhumé au cimetière de Saclas.

## Vie privée
Serge Lefranc est le père de plusieurs enfants. Le premier, Robert, nait le 29 mai 1927 tandis que le second, prénommé Serge comme son père, nait le 11 janvier 1939, peu avant le début de la Seconde Guerre mondiale. Il a également un troisième fils, l'homme politique Gérard Lefranc. Ce dernier adhère au Parti communiste français et est élu maire de la ville d'Étampes avec 88 % des voix le 27 mars 1977. Il est ensuite réélu, aucun autre candidat ne s'étant présenté, le 10 mars 1983 pour un second mandat ainsi que le 19 mars 1989 pour un troisième mandat de maire. Le député de droite Franck Marlin lui succède finalement le 25 juin 1995, après 18 années sans interruption. Gérard Lefranc se présente en juin 2002 sur la liste communiste aux élections législatives françaises de 2002 où il obtient 33,88 % des votes tandis que son adversaire du parti radical, Franck Marlin, en obtient 66,12%.

## Distinctions
Chevalier de l'ordre national de la Légion d'honneur (en 1948).
 Médaille de la Résistance française avec rosette (en 1950).
 Croix de guerre 1939-1945 avec palme (en 1950).
 Officier de l'Ordre national de la Légion d'honneur (en 1985).

## Détail des fonctions et des mandats
Mandat parlementaire
- 8 décembre 1946 - 7 novembre 1948 : Sénateur de Seine-et-Oise

Autres mandats
- 1945-1988 : maire de Saclas
- 1944 : Président du Comité départemental de la libération de Seine-et-Oise, puis d'Ile-de-France
- 1945 - 1958, 1964-1985 : conseiller général du canton de Méréville (Seine-et-Oise, puis Essonne)

## Œuvre
Serge Lefranc est l'auteur d'une autobiographie intitulée La Longue Route et publiée à Corbeil-Essonnes en juin 1993 aux éditions Lithographie Vignes-Rouges Internationales.